# SK Gränsen
SK Gränsen är en sportklubb från Hedenäset i Tornedalen bildad 1930 med namnet Hietaniemi SK. Efter sammanslagning med Luppio IF 1958 antogs namnet SK Gränsen. Namngivare var Torsten Stridsman, mångårig ordförande.
Under olika perioder har sporter som längdskidåkning, fotboll, tennis, basket, och skidskytte funnits med i verksamheten. Första fotbollsmatchen spelades 1943, mot ett lag från Kukasjärvi. 1965 gick klubbens herrlag i basket upp i allsvenskan. Klubben var Sverigeledande i skidskytte under 1980-talet och arrangerade världscuptävlingar 1980 och 1981.

## Kända klubbmedlemmar
- Kalle Grenemark, skidskytte
- Alfred Joki, skidskytte
- Elin Pikkuniemi, längdskidåkning